# Col Berthoud
Pour les articles homonymes, voir Berthoud (homonymie).
Le col Berthoud, en anglais Berthoud Pass, est un col à 3 449 m d'altitude de la Front Range dans les montagnes Rocheuses, dans le centre du Colorado, qui est traversé par la Continental Divide.
Le col porte le nom d'Edward L. Berthoud, l'arpenteur-géomètre du Colorado Central Railroad dans les années 1870.